# Ian Campbell (regatista)
Ian Campbell es un deportista australiano que compitió en vela en la clase Soling. Ganó una medalla de plata en el Campeonato Mundial de Soling de 1982.

## Palmarés internacional
| Campeonato Mundial | Campeonato Mundial | Campeonato Mundial | Campeonato Mundial |
| Año                | Lugar              | Medalla            | Clase              |
| ------------------ | ------------------ | ------------------ | ------------------ |
| 1982               | Perth (Australia)  | Medalla de plata   | Soling             |